# Джаныбеков, Аскарбек Сапарбекович
Джаныбеков Аскарбек Сапарбекович (род. 27 февраля 1964, Тепке, Иссык-Кульская область) — министр сельского, водного хозяйства и развития регионов Кыргызской Республики (с 3 февраля 2021 года), министр сельского хозяйства и мелиорации Кыргызской Республики (март — сентябрь 2012 года).

## Биография
Родился 27 февраля 1964 года в селе Тепке Ак-Суйского района Иссык-Кульской области.

##### Образование
В 1986 году окончил Кыргызский аграрный институт по специальности «агроном-мелиоратор», в 2016 году — Кыргызский национальный университет по специальности « Юриспруденция», а в 2018 году — Иссык-Кульский государственный университет (специальность «ветеринар»).

### Трудовая деятельность
| Годы работы               | Должность                                                                                      |
| ------------------------- | ---------------------------------------------------------------------------------------------- |
| 2021 — по настоящее время | Министр сельского хозяйства Кыргызской Республики                                              |
| 2012-2020                 | Председатель племенного хозяйства «Рейна-Кенч»                                                 |
| март-сентябрь 2012 г.     | Министр сельского хозяйства и мелиорации                                                       |
| 2011-2012                 | Председатель племенного хозяйства «Рейна-Кенч»                                                 |
| 2005-2011                 | Заместитель генерального директора по финансовой части, генеральный директор ОАО «Шумкар-ЫККФ» |
| 2004-2005                 | Председатель племенного хозяйства «Рейна-Кенч»                                                 |
| 2003-2004                 | Заместитель главы Иссык-Кульской госадминистрации                                              |
| 1996-2003                 | Начальник Ак-Сууйского управления водного хозяйства                                            |
| 1988-1996                 | Главный агроном совхоза «Джергалан»                                                            |
| 1987-1988                 | Главный инженер-гидротехник совхоза «Иссык-Куль»                                               |
| 1986-1987                 | Агроном-семеновод совхоза «Иссык-Куль»                                                         |
| июнь-август 1980 г.       | Рабочий совхоза «Иссык-Куль» (Ак-Сууйский район)                                               |